# Santo Tomas
Santo Tomas é um cidade de  primeira classe de renda municipal (d) na província Batangas, nas Filipinas. De acordo com o censo de 1 de maio  de  2020 possui uma população de 218 500 pessoas e 59 686 domicílios.